# Мілославиці (Великопольське воєводство)
Мілославиці (пол. Miłosławice) — село в Польщі, у гміні Месцисько Вонґровецького повіту Великопольського воєводства.
Населення — 213 осіб (2011).
У 1975-1998 роках село належало до Познанського воєводства.

## Демографія
Демографічна структура станом на 31 березня 2011 року:
|          | Загалом | Допрацездатний вік | Працездатний вік | Постпрацездатний вік |
| -------- | ------- | ------------------ | ---------------- | -------------------- |
| Чоловіки | 110     | 31                 | 72               | 7                    |
| Жінки    | 103     | 27                 | 60               | 16                   |
| Разом    | 213     | 58                 | 132              | 23                   |